# Im Odendell bei Bettingen
Das Naturschutzgebiet Im Odendell bei Bettingen liegt im Eifelkreis Bitburg-Prüm in Rheinland-Pfalz. Das 1,4 ha große Gebiet, das im Jahr 1989 unter Naturschutz gestellt wurde, erstreckt sich südöstlich der Ortsgemeinde Bettingen. Westlich verläuft die Landesstraße L 7 und fließt die Prüm.
Schutzzweck ist die Erhaltung von wertvollen orchideenreichen Halbtrockenrasen mit angrenzenden wärmeliebenden Gebüschsäumen als Lebensraum seltener, in ihrem Bestand bedrohter Tier- und Pflanzenarten, insbesondere Vogel- und Insektenarten.